# Baldenheim
Baldenheim [baldənaim]  est une commune française située dans la circonscription administrative du Bas-Rhin et, depuis le 1er janvier 2021, dans le territoire de la Collectivité européenne d'Alsace, en région Grand Est.
Cette commune se trouve dans la région historique et culturelle d'Alsace.

## Géographie

### Localisation
Village du canton de Sélestat et de l'arrondissement de Sélestat-Erstein situé sur la route entre Hessenheim et Muttersholtz, au centre de l'Alsace, dans la plaine alluviale du Rhin, à 45 km au sud de l'agglomération de Strasbourg, à 8 km à l'est de la commune de Sélestat et à 10 km au nord-ouest de Marckolsheim, chef-lieu du canton, qui compte aujourd'hui plus de 1 000 habitants ; le territoire communal avoisine les 1 000 hectares. Baldenheim fait partie de la communauté de communes de Sélestat, créée le 28 décembre 1995, composée de 12 communes, et qui intervient dans quatre directions : l'activité économique, l'environnement, les services à la population et le tourisme, la culture et les loisirs.

### Communes limitrophes
|          | Muttersholtz | Wittisheim  |
| Sélestat | Baldenheim   | Schwobsheim |
|          | Mussig       | Bœsenbiesen |

### Milieu naturel
Le territoire communal ne présente pas de relief et se trouve au centre de la plaine alluviale. La vie dans le Ried est conditionnée par l'eau. La nappe phréatique est située à plus ou moins grande profondeur, soit 1,50 mètre en moyenne. Elle perce la couche d'argile et donne naissance à des cours d'eau qui sont d'origine phréatique. Par ailleurs, l'Ill présente un aspect de rivière de plaine relativement calme. Comme toutes les rivières vosgiennes, elle est soumise à un régime océanique caractérisé par de hautes eaux hivernales et de basses eaux estivales, à l'inverse du Rhin. La dernière grande crue prit des allures de catastrophe en survenant au mois de mai 1983. Le climat est de type semi-continental. On y recueille environ 600 mm de pluie par an. Les écarts de température sont particulièrement importants : les étés peuvent être très chauds et les hivers rigoureux.

### Le paysage
Le ban communal se singularise en dehors de la partie agglomérée, par cinq types de paysages :
- l'espace péri-villageois : des vergers et des jardins ;
- l'espace ouvert des grandes cultures : les champs et les bois ;
- la zone humide : le Ried Noir ;
- les terrains riverains de l'Ill : le Ried Gris ;
- les espaces boisés.

Environ 80 % de la surface agricole utilisée sont cultivés. Les près représentant 16 % de la surface agricole utilisée.

### Hydrographie

#### Réseau hydrographique
La commune est dans le bassin versant du Rhin au sein du bassin Rhin-Meuse. Elle est drainée par l'Ill, le ruisseau la Blind, le ruisseau le Friesengraben, le ruisseau le Hanfgraben, le ruisseau l'Oberriedgraben, le ruisseau la Vieille Ill, le ruisseau le Langertsgraben, le ruisseau le Schiedgraben et le ruisseau l'Unterriedgraben,.
L'Ill, d'une longueur de 217 km, prend sa source dans la commune de Winkel et se jette  dans le Grand Canal d'Alsace à Offendorf, après avoir traversé 68 communes. 

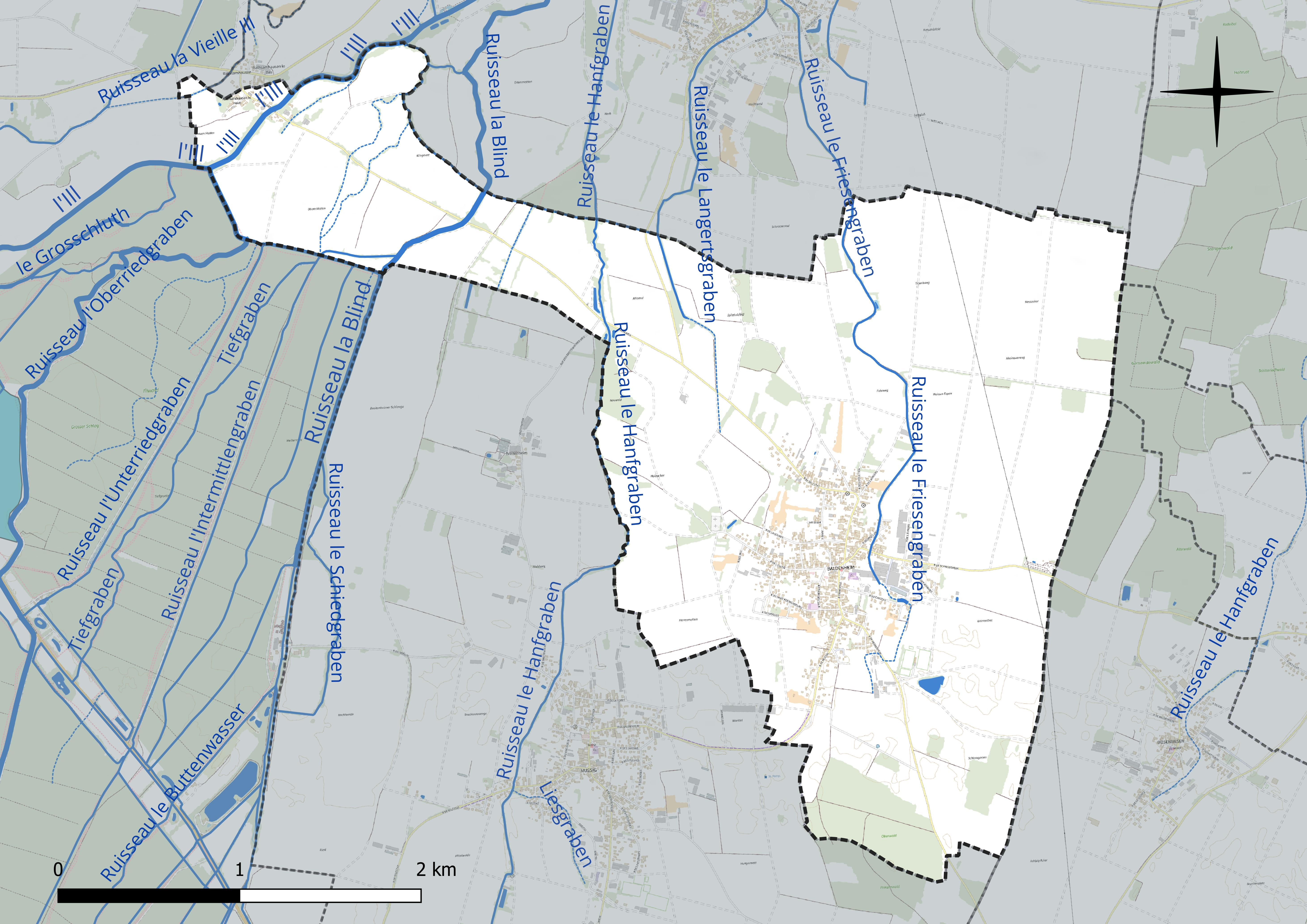
Réseau hydrographique de Baldenheim.

La Blind, d'une longueur de 22 km, prend sa source dans la commune de Muntzenheim et se jette  dans l'Ill à Muttersholtz, après avoir traversé douze communes. 
Le Friesengraben, d'une longueur de 12 km, prend sa source dans la commune  et se jette  dans le Bornen à Ebersmunster, après avoir traversé cinq communes.

#### Gestion et qualité des eaux
Le territoire communal est couvert par le schéma d'aménagement et de gestion des eaux (SAGE) « Ill Nappe Rhin ». Ce document de planification concerne la nappe phréatique rhénane, les cours d'eau de la plaine d'Alsace et du piémont oriental du Sundgau, les canaux situés entre l'Ill et le Rhin et les zones humides de la plaine d'Alsace. Il s’étend sur 3 596 km2. Il a été approuvé le 17 janvier 2005. La structure porteuse de l'élaboration et de la mise en œuvre est la région Grand Est. 
La qualité des cours d’eau peut être consultée sur un site dédié géré par les agences de l’eau et l’Agence française pour la biodiversité.

#### Risques d'inondation
La vallée de l'Ill comme l'ensemble du département a connu plusieurs inondations importantes. On peut citer au 20e siècle, les crues de 1910, 1919, 1947, 1955, 1983 et 1990 notamment qui ont causé de nombreux dégâts (destructions de ponts, inondations de zones industrielles et d’ agglomérations). Les inondations de l'Ill ont lieu essentiellement en période hivernale et printanière à la suite de pluies abondantes parfois associées à la fonte du manteau neigeux. Les crues de 1983 et de 1990 ont présenté une période de retour entre 20 et 50 ans. Afin d'anticiper et de gérer une éventuelle inondation, un Plan de prévention des risques d'inondation de l'lll  a été approuvé par arrêté préfectoral le 30 janvier 2020. Pour la commune, le risque pour la population et les biens est faible, puisque le secteur urbanisé se situe hors des zones inondables, hormis le quartier de Rathsamhausen-le-Bas (en aléa faible). La majorité des zones touchées par les inondations dans la commune sont des zones naturelles localisées à l'ouest du village.

### Climat
Pour des articles plus généraux, voir Climat du Grand Est et Climat du Bas-Rhin.
En 2010, le climat de la commune est de type climat océanique altéré, selon une étude du Centre national de la recherche scientifique s'appuyant sur une série de données couvrant la période 1971-2000. En 2020, Météo-France publie une typologie des climats de la France métropolitaine dans laquelle la commune est exposée à un climat semi-continental et est dans la région climatique  Alsace, caractérisée par une pluviométrie faible, particulièrement en automne et en hiver, un été chaud et bien ensoleillé, une humidité de l’air basse au printemps et en été, des vents faibles et des brouillards fréquents en automne (25 à 30 jours). 
Pour la période 1971-2000, la température annuelle moyenne est de 10,6 °C, avec une amplitude thermique annuelle de 17,8 °C. Le cumul annuel moyen de précipitations est de 565 mm, avec 7,4 jours de précipitations en janvier et 9,3 jours en juillet. Pour la période 1991-2020, la température moyenne annuelle observée sur la station météorologique de Météo-France la plus proche, « Selestat Sa », sur la commune de Sélestat à 7 km à vol d'oiseau, est de 11,4 °C et le cumul annuel moyen de précipitations est de 621,1 mm. 
La température maximale relevée sur cette station est de 39,3 °C, atteinte le 13 août 2003 ; la température minimale est de −17 °C, atteinte le 20 décembre 2009,,. 
Les paramètres climatiques de la commune ont été estimés pour le milieu du siècle (2041-2070) selon différents scénarios d'émission de gaz à effet de serre à partir des nouvelles projections climatiques de référence DRIAS-2020. Ils sont consultables sur un site dédié publié par Météo-France en novembre 2022.

## Urbanisme

### Typologie
Au 1er janvier 2024, Baldenheim est catégorisée bourg rural, selon la nouvelle grille communale de densité à sept niveaux définie par l'Insee en 2022.
Elle est située hors unité urbaine. Par ailleurs la commune fait partie de l'aire d'attraction de Sélestat, dont elle est une commune de la couronne,. Cette aire, qui regroupe 37 communes, est catégorisée dans les aires de 50 000 à moins de 200 000 habitants,.

### Occupation des sols
L'occupation des sols de la commune, telle qu'elle ressort de la base de données européenne d’occupation biophysique des sols Corine Land Cover (CLC), est marquée par l'importance des territoires agricoles (86,8 % en 2018), une proportion sensiblement équivalente à celle de 1990 (86,9 %). La répartition détaillée en 2018 est la suivante : 
terres arables (60,1 %), zones agricoles hétérogènes (18,1 %), zones urbanisées (9,4 %), prairies (8,5 %), forêts (3,8 %). L'évolution de l’occupation des sols de la commune et de ses infrastructures peut être observée sur les différentes représentations cartographiques du territoire : la carte de Cassini (XVIIIe siècle), la carte d'état-major (1820-1866) et les cartes ou photos aériennes de l'IGN pour la période actuelle (1950 à aujourd'hui).

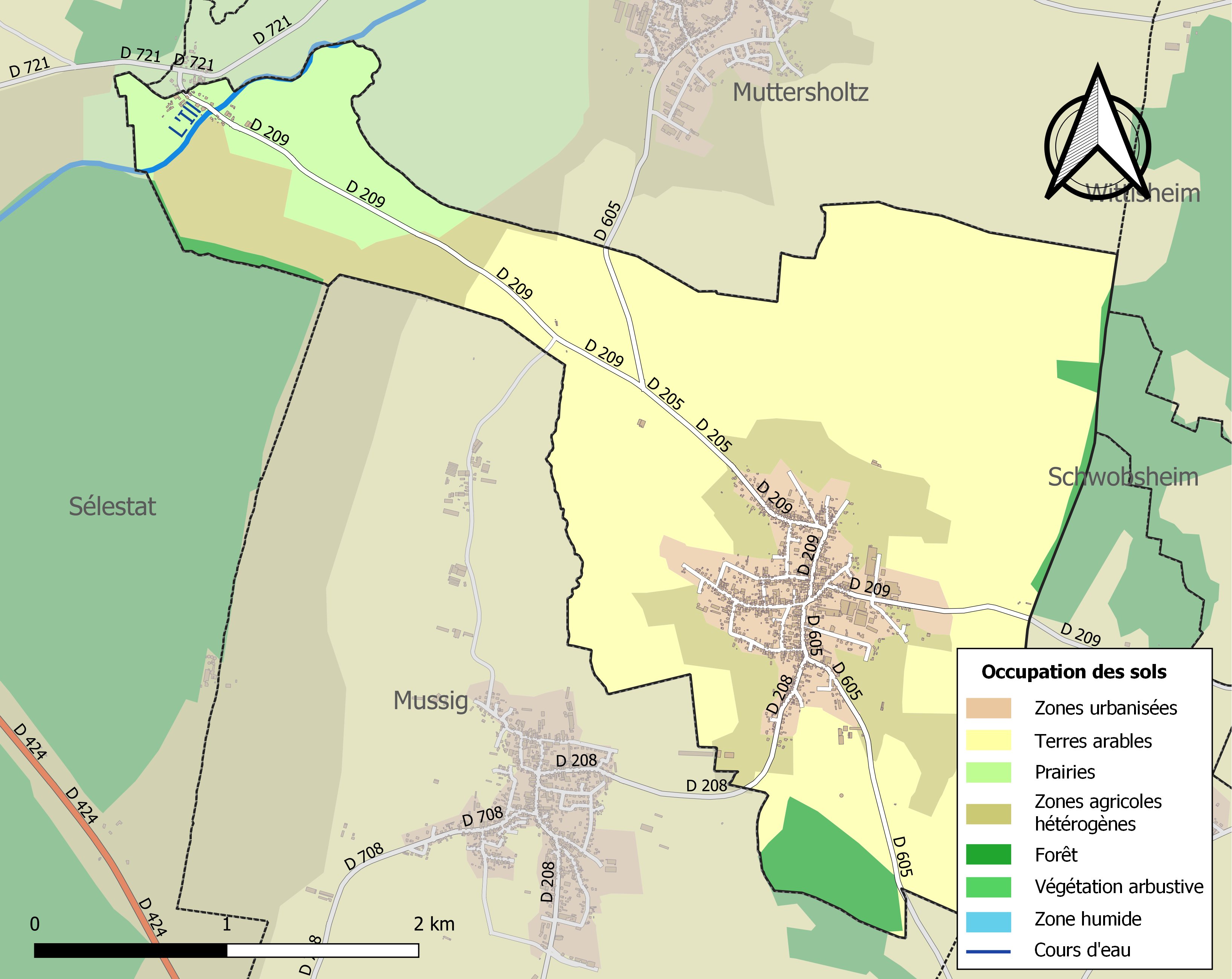
Carte des infrastructures et de l'occupation des sols de la commune en 2018 (CLC).

### Habitat

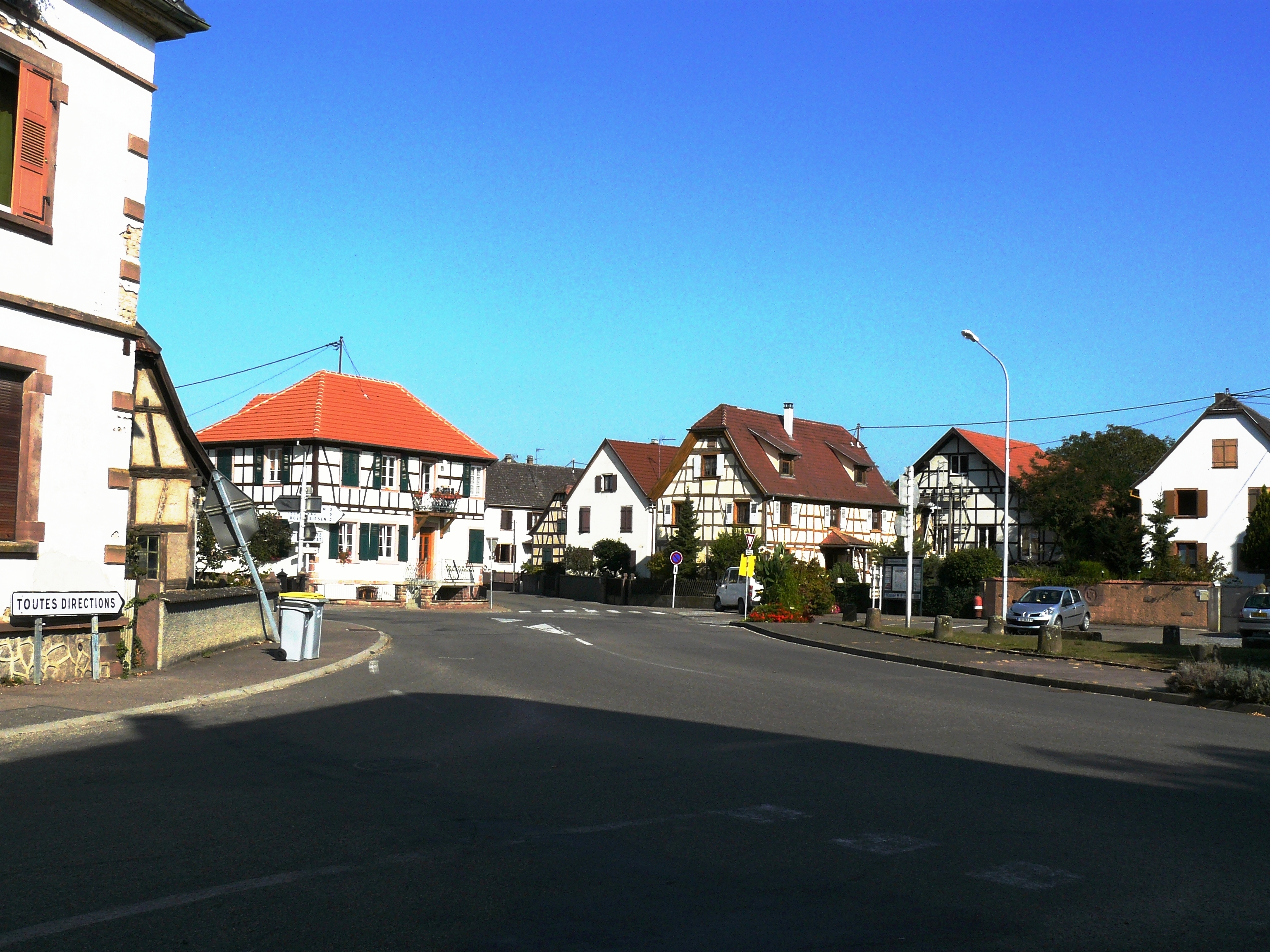
Milieu du village et ses maisons à colombages.
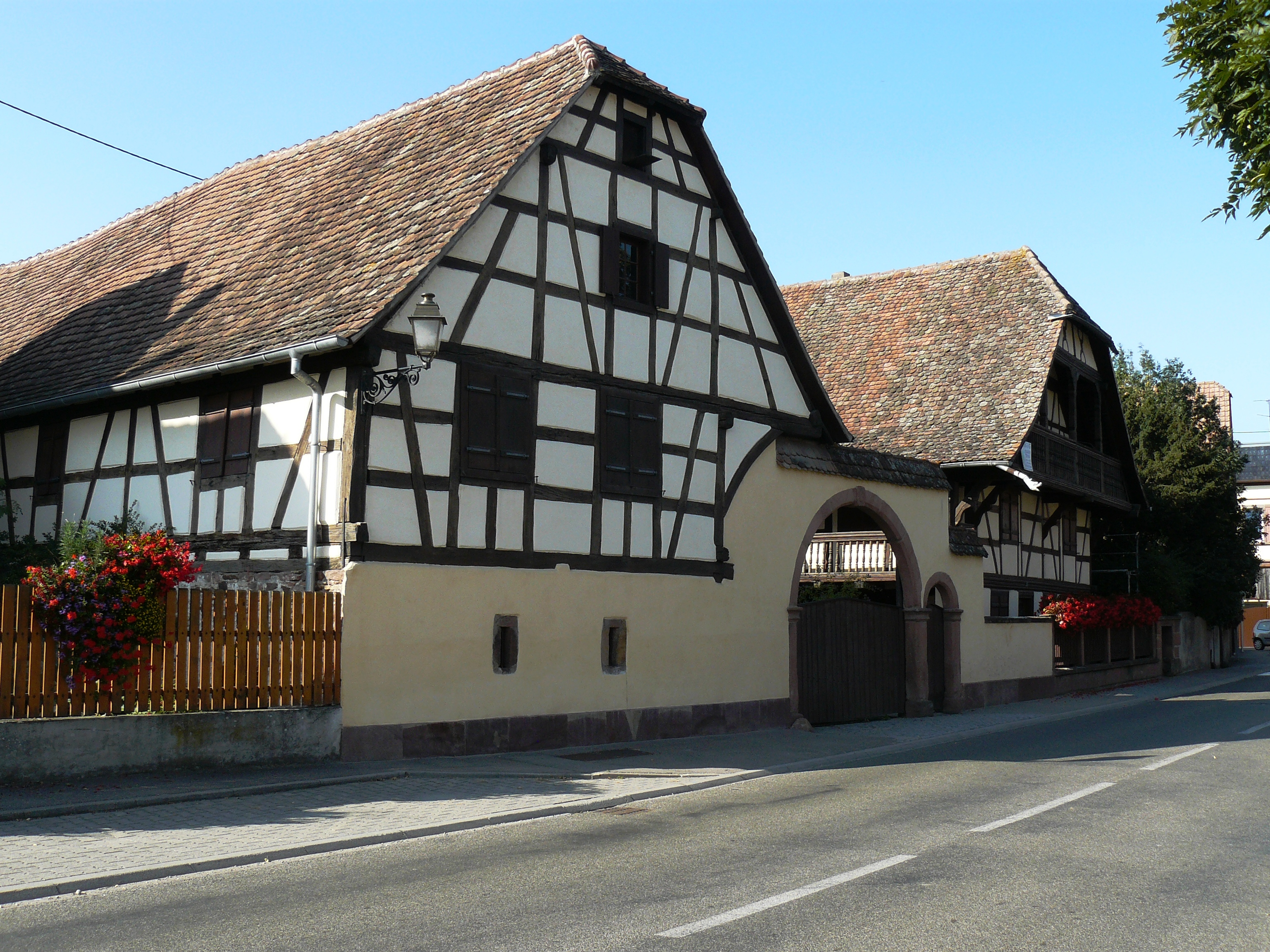
Ancienne ferme en pan de bois (XVIIIe siècle).
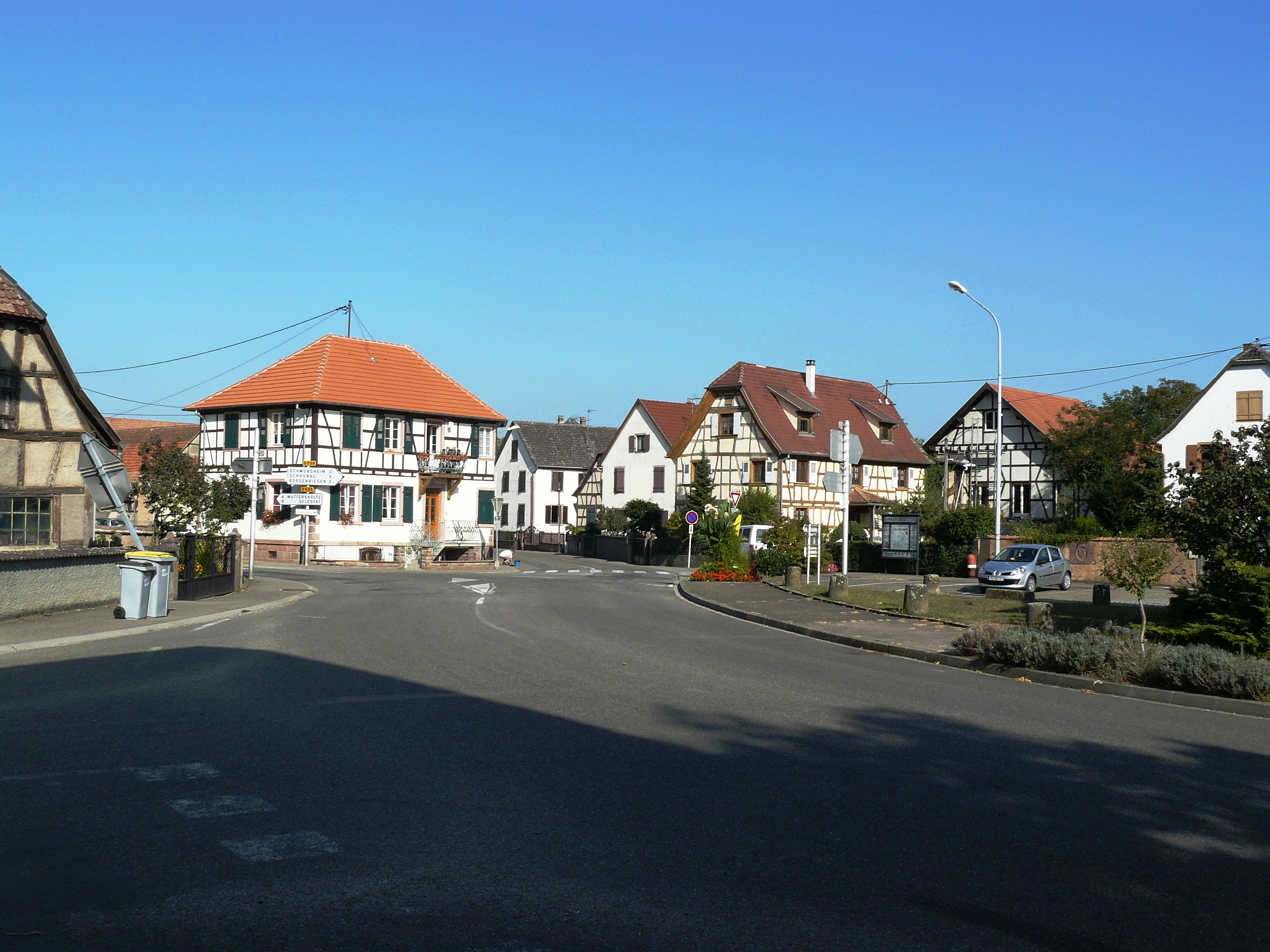
Le village et quelques maisons à colombages.
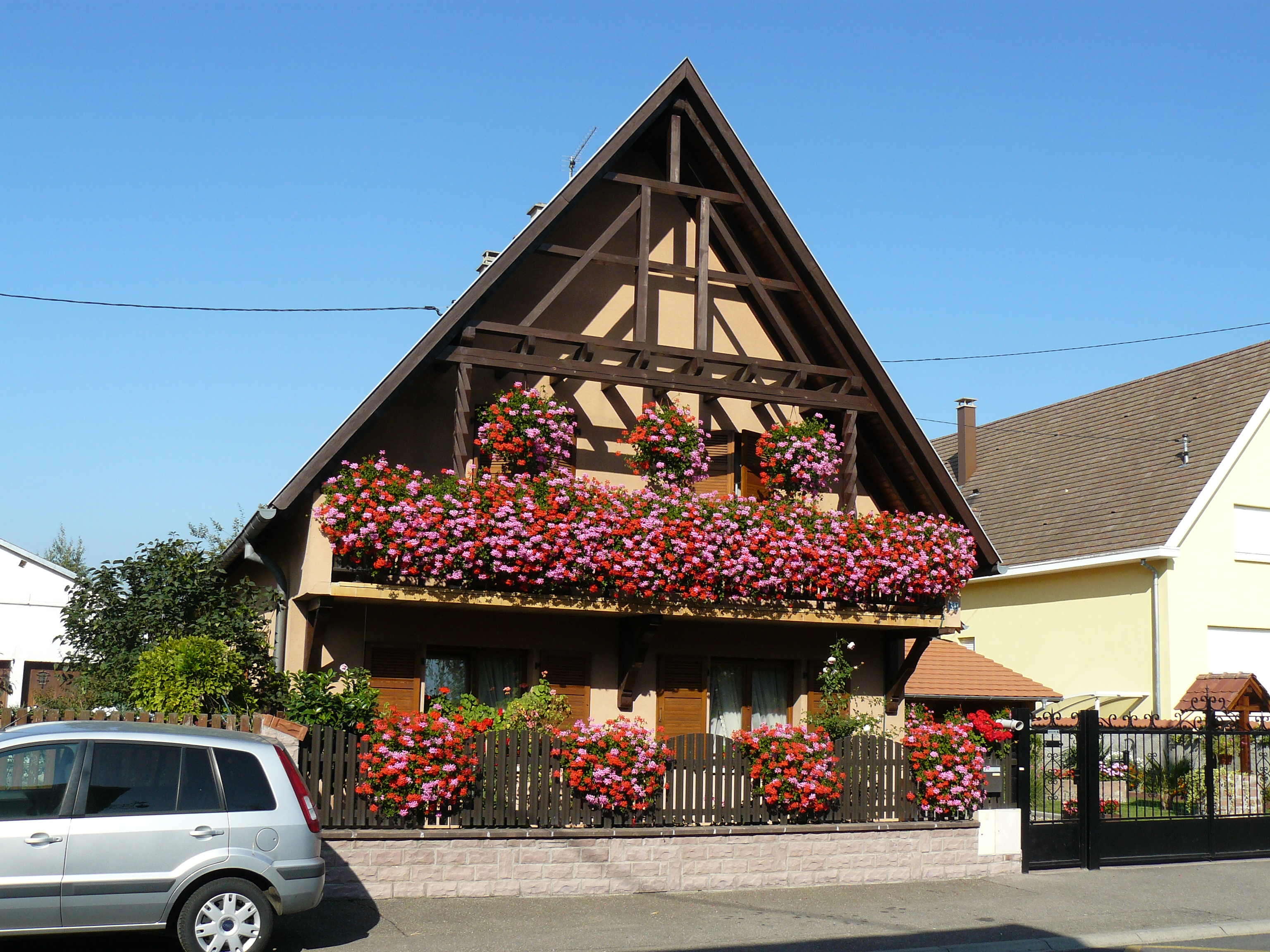
Maison à colombages fleurie.

## Toponymie
- Bandenheim, 1182.

## Histoire
L'occupation du site est attestée par l'existence d'un cimetière mérovingien et carolingien d'une centaine de tombes, dont le riche mobilier livre notamment le célèbre casque dit de Baldenheim conservé au musée archéologique de Strasbourg, localisé au nord du village, au lieu-dit Lange Gasse, et découverte par hasard vers 1902 La plupart des tombes, peu profondes (entre 0,50 et 0,60 mètre sous le sol arable) ne contenaient pas de mobilier, et les squelettes bouleversés témoignaient d'un pillage ancien. Un autre groupe de sépultures, plus profondes (entre 1,20 et 1,50 mètre) contenait un mobilier relativement riche (fibules en bronze et en argent cloisonnées de grenat, perles de verre, collier en pâte de verre, collier d'ambre, ainsi que d'autres objets datant de la seconde moitié du VIe siècle et du second tiers du VIIe siècle. L'ensemble du mobilier recueilli à Baldenheim se place dans une période chronologique comprise entre 550 et 650.
Baldenheim apparaît déjà dans un document de la seconde moitié du VIIe siècle sous la forme de Baldenheim Villa.
Le nom de ce village, raconte la légende, vient du fait que le diable y perdit un jour son chapeau. Il refusa qu'on le lui rende en disant B'haltene (gardez-le). Le village n'ayant pas encore de nom à cette époque adopta cette onomatopée. Mais le nom de Baldenheim apparaît vraiment au IXe siècle.
La Réforme fut introduite en 1576. Un château fut construit en 1740 et détruit en 1821. Le simultaneum provoqua en 1843 un violent conflit entre les deux communautés religieuses (protestante et catholique).
Au XIXe siècle, le tissage connut un développement important, et on compta jusqu'à 150 tisserands.
Dans le dernier tiers du XIXe siècle, le mouvement coopératif se développa dans la commune. Une caisse d'épargne fut créée en 1890 ainsi qu'une coopérative laitière qui fonctionna jusqu'en 1981.
Le village a appartenu vers 1324 au duché de Wurtemberg. Celui-ci l'avait ensuite donné en fief à la famille Rathsamhausen zum Stein. À l'extinction de cette noble famille, Louis XIV le donna à l'ingénieur de Chamlay, à charge pour lui de prêter hommage au duc de Wurtemberg, qui lors de la mort du commandeur de Chamlay, concéda le fief à la famille de Sandersleben-Coligny. Jusqu'à la Révolution, il était possédé par la famille de Waldner Freundstein dont le château fut démoli en 1820. À partir du XIXe siècle, le tissage à domicile tient une très grande place dans l'économie locale.
Baldenheim est connue pour sa fête du Pfingstpflitteri  dont la dixième édition a eu lieu en 1999.

### Casque mérovingien

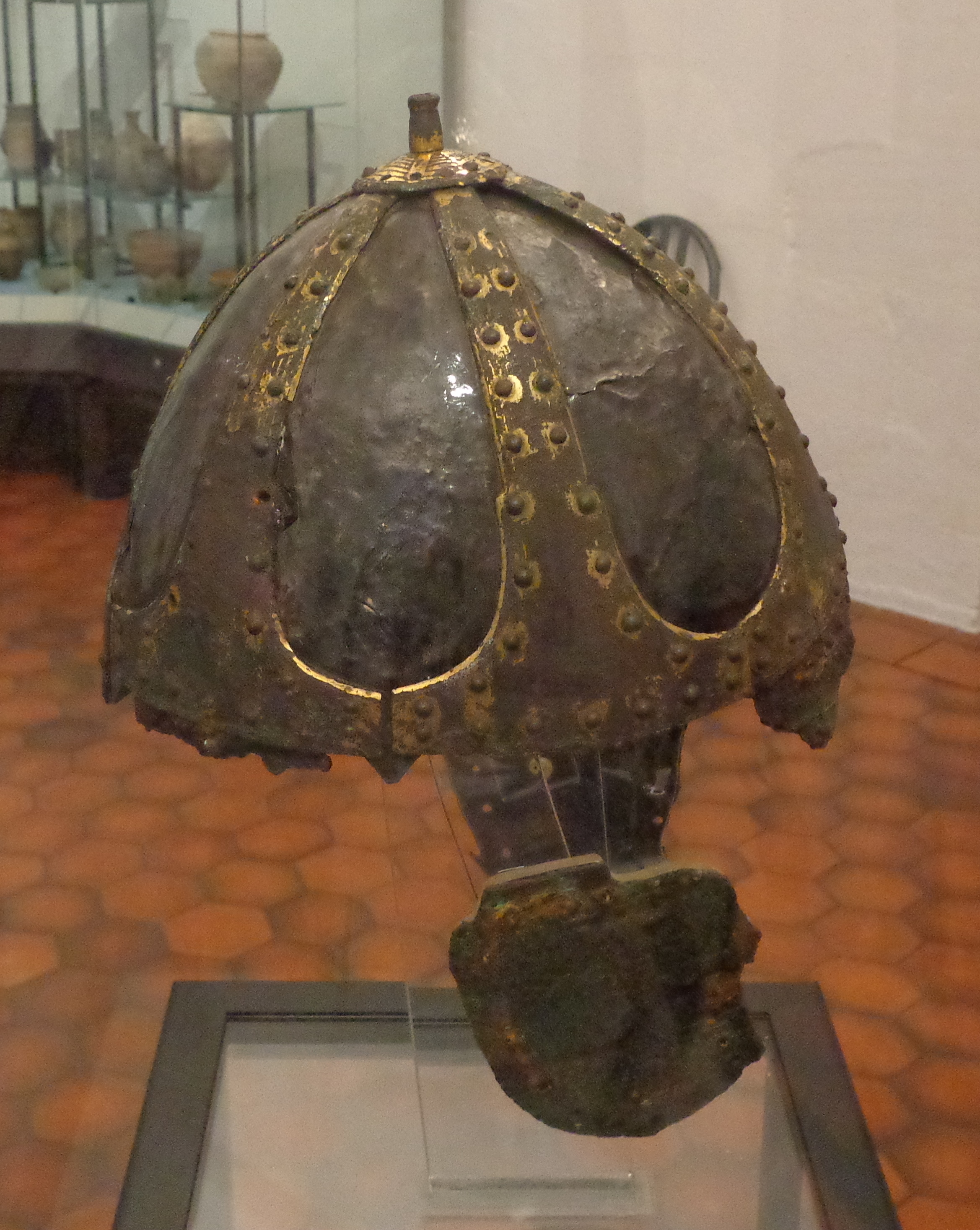
Le casque de Baldenheim au musée archéologique de Strasbourg.

En juillet 1902, Oscar Pfiffer découvre des objets dans son champ. Une fouille plus complète mettra au jour un casque d'apparat et divers objets mérovingiens. Une étude publiée en 1907 par R. Henning, fait de Baldenheim le site éponyme de ce type de casque, dont une trentaine d'exemplaires sont recensés à l'heure actuelle.
Le casque de Baldenheim est constitué de plaques de fer montées sur une carcasse en bronze ; les plaques et la monture étaient recouverts d'argent ; les protège-oreilles en fer, assez importantes, sont couvertes de bronze doré. Les montants de la carcasse (Spangen) sont décorés ; un bandeau horizontal se développant le long de la bordure inférieure de la coiffe, était richement orné de motifs figurés : personnages (dont un cavalier), végétaux stylisés.
Ce casque présente un intérêt considérable ; l'étude publiée par Henning en 1906 le fit connaître et on parle depuis de casques du type de Baldenheim (Baldenheimertypus). Son origine, sa datation ont soulevé des discussions multiples. La dernière mise au point est due à J. Werner qui étudie 17 casques de ce type et y reconnaît une fabrication non pas pontique, mais ostrogothe d'Italie du Nord. Ces casques, fabriqués principalement durant la première moitié du VIe siècle, et vraisemblablement encore après la reconquête byzantine, étaient décorés spécialement pour le goût des acquéreurs germaniques.
Ce casque est aujourd'hui exposé au musée archéologique de Strasbourg.

## Politique et administration

### Liste des maires
| Période                                  | Période  | Identité          | Étiquette | Qualité  |
| ---------------------------------------- | -------- | ----------------- | --------- | -------- |
| Les données manquantes sont à compléter. |          |                   |           |          |
| avant 1988                               | ?        | Jean-Jacques Bury |           |          |
| mars 2001                                | mai 2020 | Willy Schwander   | DVD       | Retraité |
| mai 2020                                 | En cours | Virginie Muhr     |           |          |

## Population et société

### Démographie
L'évolution du nombre d'habitants est connue à travers les recensements de la population effectués dans la commune depuis 1793. Pour les communes de moins de 10 000 habitants, une enquête de recensement portant sur toute la population est réalisée tous les cinq ans, les populations de référence des années intermédiaires étant quant à elles estimées par interpolation ou extrapolation. Pour la commune, le premier recensement exhaustif entrant dans le cadre du nouveau dispositif a été réalisé en 2008.

En 2022, la commune comptait 1 229 habitants, en évolution de +5,86 % par rapport à 2016 (Bas-Rhin : +3,17 %, France hors Mayotte : +2,11 %).
| 1793 | 1800 | 1806 | 1821  | 1831  | 1836  | 1841  | 1846  | 1851  |
| ---- | ---- | ---- | ----- | ----- | ----- | ----- | ----- | ----- |
| 826  | 758  | 872  | 1 019 | 1 004 | 1 040 | 1 071 | 1 079 | 1 040 |

| 1856  | 1861  | 1866  | 1871  | 1875  | 1880  | 1885  | 1890  | 1895  |
| ----- | ----- | ----- | ----- | ----- | ----- | ----- | ----- | ----- |
| 1 032 | 1 045 | 1 083 | 1 074 | 1 042 | 1 062 | 1 049 | 1 075 | 1 079 |

| 1900  | 1905  | 1910  | 1921 | 1926 | 1931 | 1936 | 1946 | 1954 |
| ----- | ----- | ----- | ---- | ---- | ---- | ---- | ---- | ---- |
| 1 078 | 1 105 | 1 134 | 989  | 943  | 910  | 846  | 841  | 863  |

| 1962 | 1968 | 1975 | 1982 | 1990 | 1999 | 2006  | 2008  | 2013  |
| ---- | ---- | ---- | ---- | ---- | ---- | ----- | ----- | ----- |
| 789  | 800  | 863  | 915  | 875  | 924  | 1 060 | 1 099 | 1 142 |

| 2018  | 2022  | - | - | - | - | - | - | - |
| ----- | ----- | - | - | - | - | - | - | - |
| 1 178 | 1 229 | - | - | - | - | - | - | - |

### Les services de la commune
Le village compte des équipements scolaires, socio-éducatifs et culturels, des équipements sportifs et touristiques, des équipements culturels, des liaisons de transport, et une vie associative riche.

### Les équipements d'infrastructures
Le ban communal est traversé par des routes départementales, communales, par un réseau fluvial, des réseaux divers (eau potable, assainissement, éclairage, câble, gaz...). Un ramassage sélectif des déchets ordinaires et encombrants est assuré par le SMICTOM.

### L'habitat
Le nombre de logements augmente plus vite que la population. Les résidences principales ainsi que les résidences secondaires sont également en hausse, par contre les logements vacants restent stables. Les constructions en habitations individuelles sont en progression à la suite de la politique active de l'habitat. Les habitations et les annexes sont d'architecture alsacienne traditionnelle à colombages.
Les objectifs de la commune sont de maintenir une situation démographique favorable, d'éviter le mitage et de diminuer la consommation de terrain et de favoriser l'emploi. À long terme, il y a lieu de protéger la commune des nuisances, de préserver le paysage et le caractère rural de la commune et de renforcer le tourisme.

## Économie
Le ratio population active/population totale de la commune a augmenté. Le village se situe au-dessus de la moyenne cantonale. On constate aussi que le chômage diminue.
On y produit des fruits et légumes, des fleurs et plantes, et une douzaine d'éleveurs de porcs sont dans la commune.
Le nombre des exploitations agricoles a diminué. Mais les vergers occupent une place importante, et Baldenheim est connu pour sa « pomme blanche de Baldenheim ».
C'est un village bénéficiant d'une activité économique relativement importante et en expansion. 440 emplois sont offerts par l'ensemble des acteurs économiques pour 1 000 habitants environ.

## Culture locale et patrimoine

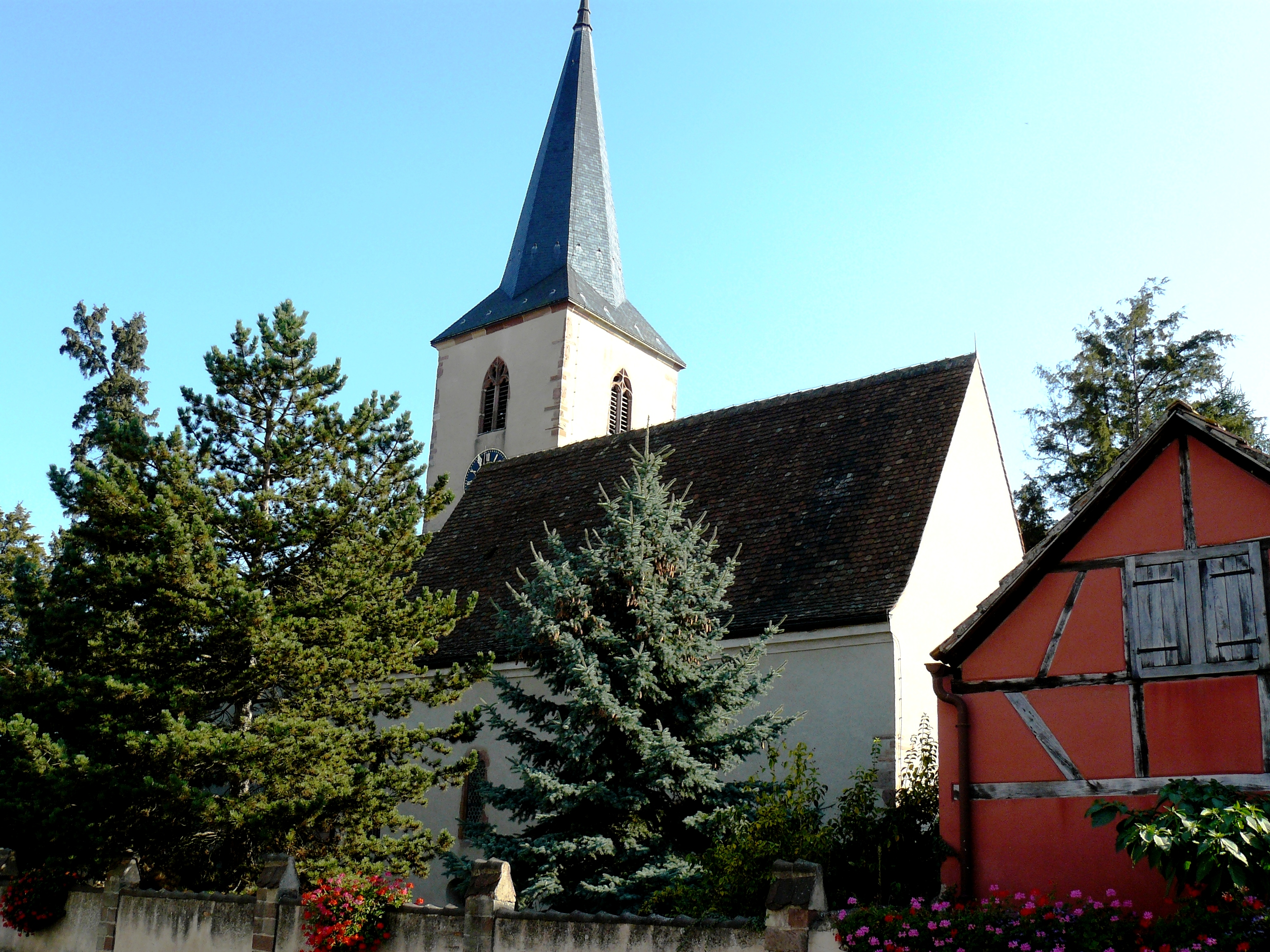
Église médiévale protestante.

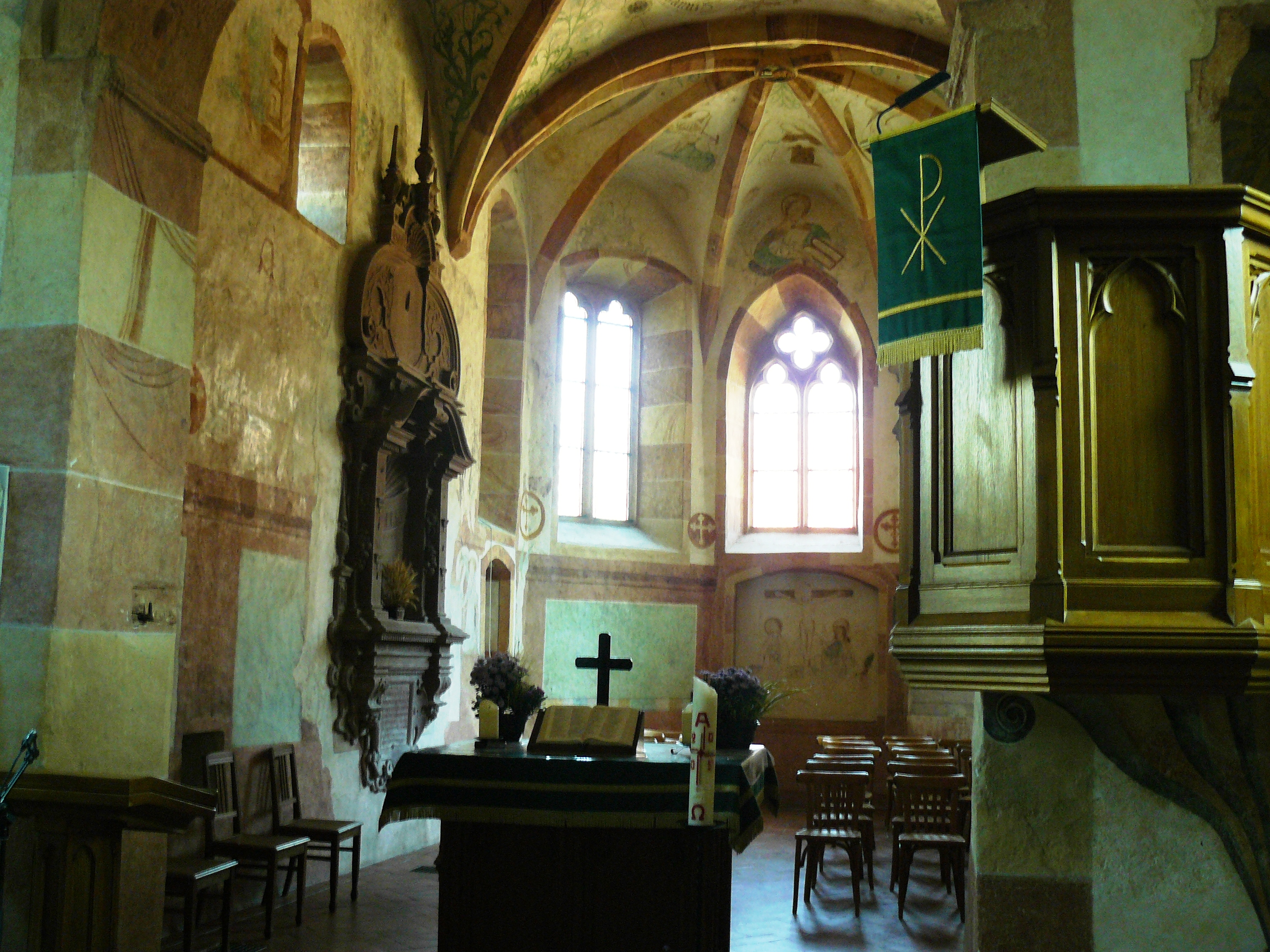
La nef de l'église protestante avec ses fresques des.

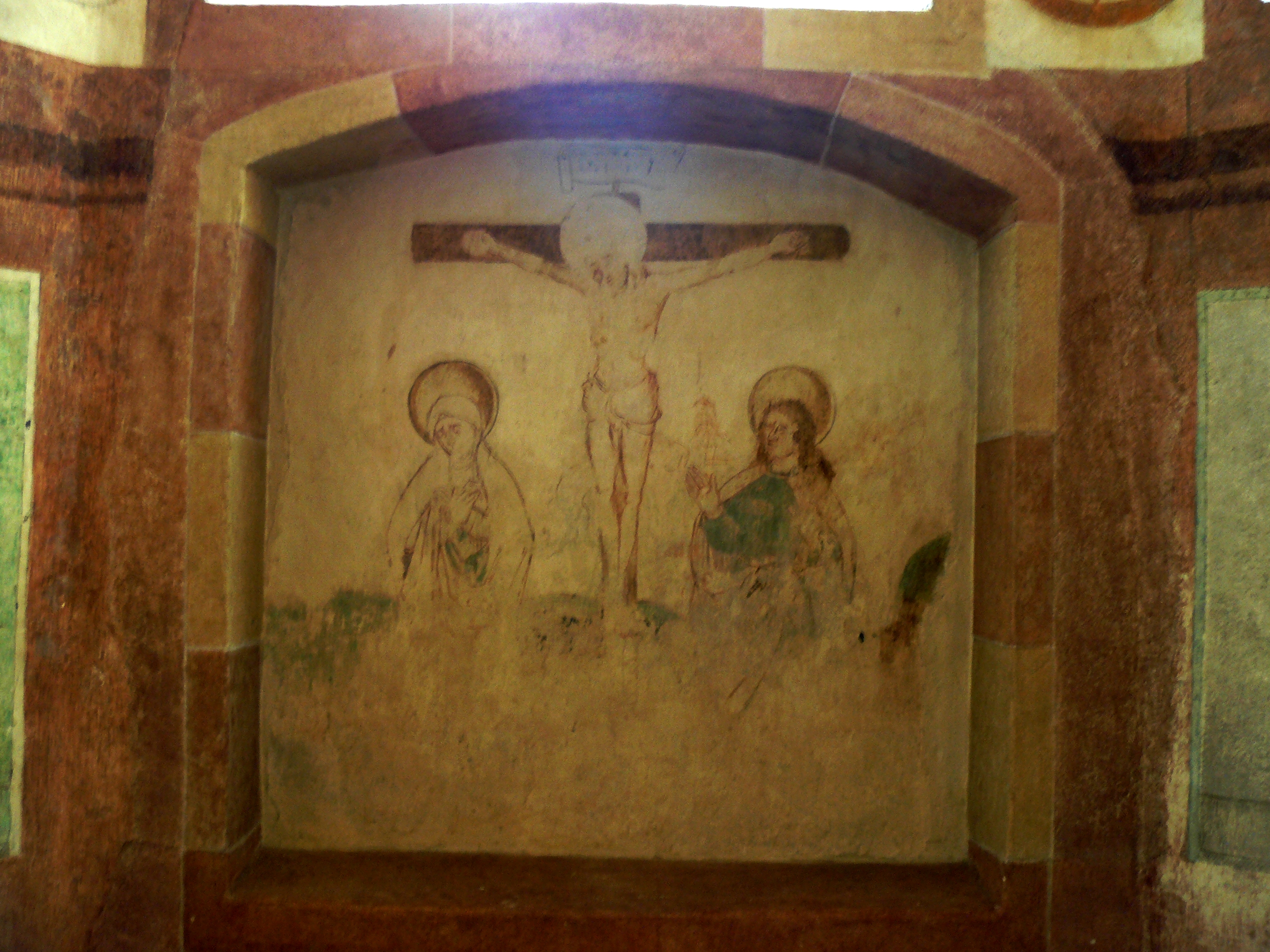
Fresque murale du XVe siècle dans la nef de l'église protestante.

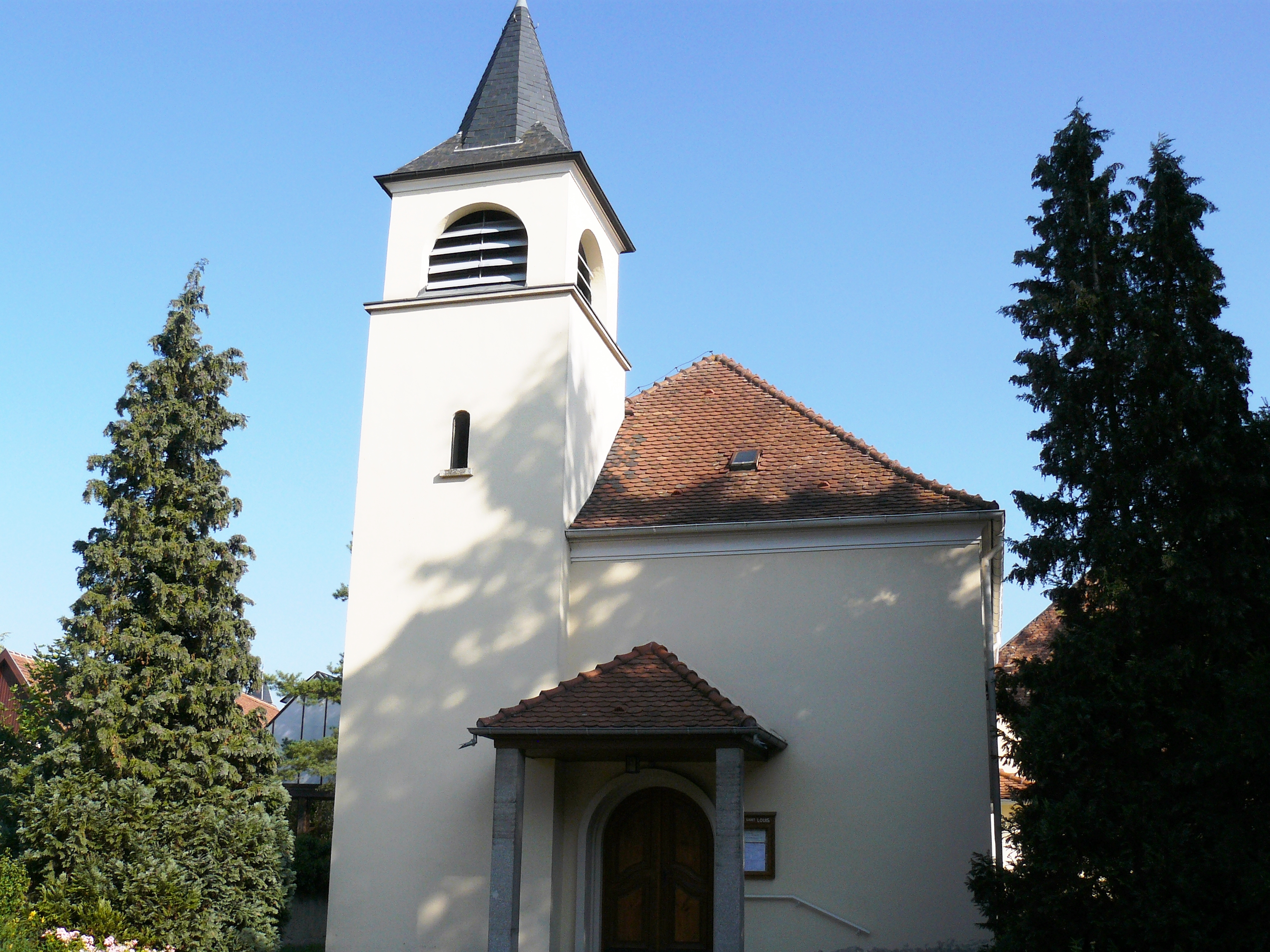
Église catholique Saint-Louis.

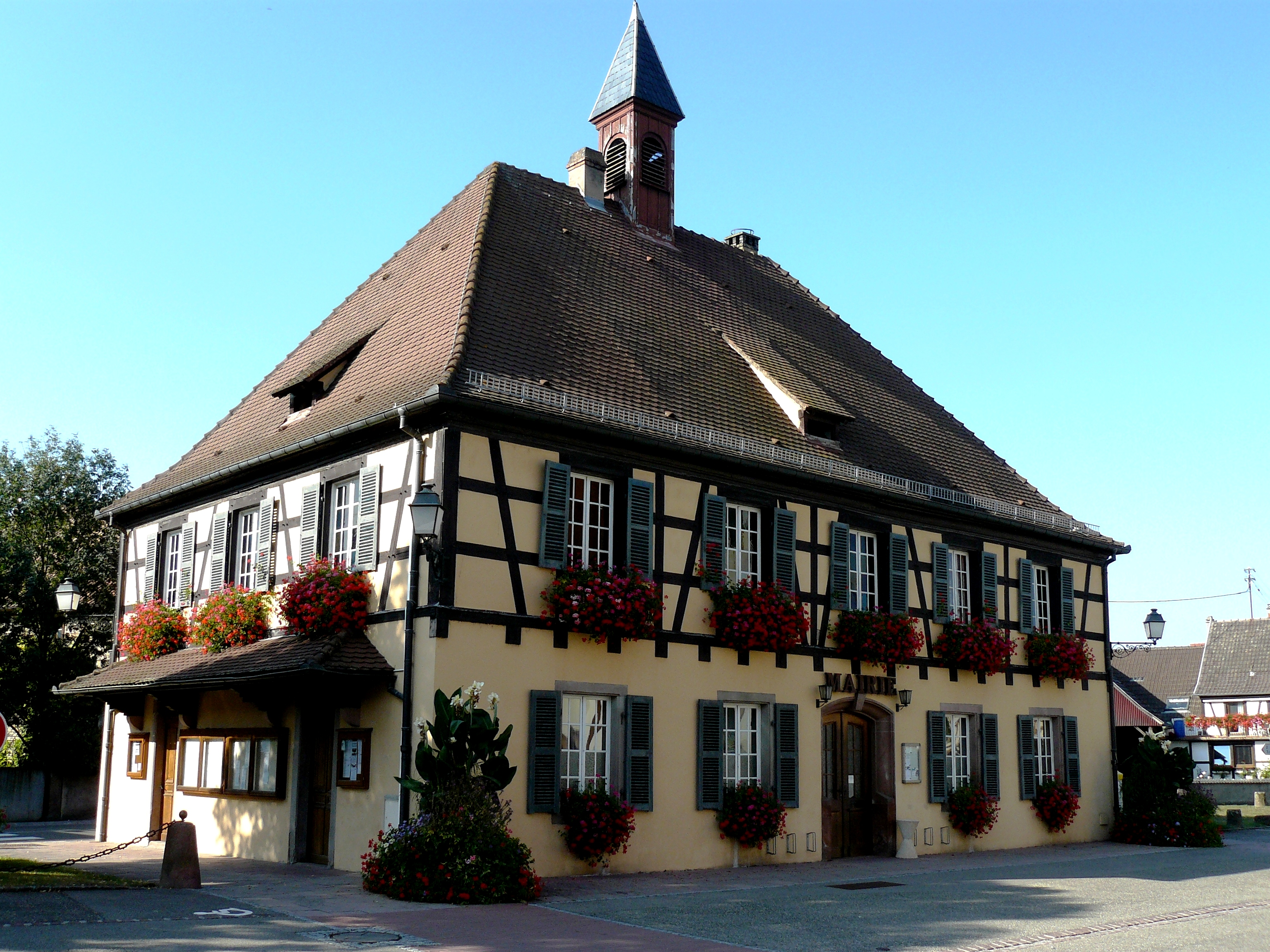
Mairie de Baldenheim (XVIIe siècle).

### Lieux et monuments

#### Église protestante (fin duXIedébut duXIIesiècle)
Au VIIe siècle, Baldenheim possède une chapelle ou une église faisant partie des biens de l'abbaye d'Ebersmunster. 
L'église paroissiale est attestée dès 1371. La nef est agrandie à l'époque romane ou au début de l'époque gothique, le chœur du XVe siècle. Le clocher n'était autrefois accessible que de l'intérieur du chœur. Les fentes de lumière, véritables meurtrières, et la présence de pierres à bosses dans le chaînage d'angle, réservées en général à l'architecture militaire, suggèrent un espace fortifié avec une fonction de surveillance.
La Réforme protestante est introduite en 1576 entrainant des modifications de l'édifice, notamment de la nef. Le simultaneum est établi au milieu du XVIIIe siècle. En 1749, les catholiques reprirent possession du chœur et ce jusqu'à la construction d'une nouvelle église catholique en 1938. Les seigneurs de Baldenheim, propriétaires du village, assistaient à l'office depuis leur loge accrochée tel un balcon à l'intérieur du chœur. La porte d'accès de cette loge est encore visible aujourd'hui. Les monuments funéraires, à l'intérieur de l'église, réalisés entre le XVe et le XVIIIe siècle, témoignent de l'histoire nobiliaire alsacienne. À l'intérieur de l'église on aperçoit deux dalles funéraires de la famille des Rathsamhausen. En 1939, le retour au culte protestant exclusif donne lieu à un projet de nouveaux travaux dans la nef, qui seront stoppés en raison de la Seconde Guerre mondiale. Les peintures murales mise à jour lors des travaux de restauration en 1992-1993 datent du XIVe et XVe siècles. Celles du chœur ont été réalisées d'après les dessins de Martin Schongauer, célèbre graveur et peintre alsacien. Ce décor peint médiéval est par son importance unique en Alsace.
Cette église fait l’objet d’un classement au titre des monuments historiques depuis 1970.

#### Église catholique Saint-Louis
En 1576, l'église paroissiale placée sous le patronage de saint Blaise, devient protestante. Vers 1758, le simultaneum est instauré, avec pour patron saint Louis, en hommage à Louis XIV roi de France. Au XIXe siècle, l'exercice simultané des deux cultes rencontre des difficultés.
Les deux cultes se pratiquaient alors simultanément et en alternance dans les églises, tant bien que mal, en fonction des événements et des personnes en place. Pour interdire l'accès au chœur aux luthériens, celui-ci fut fermé d'une grille. De même, un grand rideau vert dissimulait le tabernacle à leurs regards, et pour ne pas gêner la vue sur l'autel catholique, les luthériens durent équiper le leur de roulettes pour pouvoir le ranger. Le simultaneum dura jusqu'en 1938, où la nouvelle église catholique fut inaugurée.
Des affrontements assez violents ont lieu en 1843. La construction d'une église réservée au culte catholique est alors envisagée. La pose de la première pierre n'est établie qu'en 1937. C'est Mgr Ruch, évêque de Strasbourg qui se déplacera personnellement pour consacrer l'église  Saint-Louis qui est achevée en 1939 juste avant le début de la Seconde Guerre mondiale.

#### Peintures murales de l'église protestante
L'église protestante conserve des peintures murales du XIVe au XVIe siècle probablement réalisées d'après les dessins du célèbre graveur alsacien Martin Schongauer qui ont été découvertes lors de la restauration de l'église en 1904. D'autres fresques sont révélées lors des travaux effectués dans la nef en 1939. Des relevés sont alors faits et les peintures sont recouvertes d'un badigeon protecteur.

#### Monuments funéraires des nobles de la localité
Des sépultures dans le sol de l'église, celles situées côté nef, devant l'arc triomphal, ont été conservées visibles. Un dallage à l'ancienne, de tomettes cuites spécialement au feu de bois, recouvre le sol.
Les sépultures gardées visibles sont à ranger en deux catégories : celles (d'adultes et d'enfants) dont les pierres tombales étaient polies par le passage des gens ont reçu de nouvelles dalles de grès rose respectant leur taille d'origine, et les deux sépultures extrêmes qui ont été décapées et recouvertes d'une dalle de verre afin de maintenir visibles leurs sculptures et épitaphes.
Celle de gauche, avec les armoiries sculptées des Rathsamhausen, et l'épitaphe du pasteur Schmutz sont remarquables.
Quant aux monuments funéraires incrustés dans les murs, abîmés en grande partie par les déprédations dues à la Révolution, ils sont restés en l'état, en attendant leur restauration fin 1996.

#### La mairie (XVIIesiècle)
La maison actuelle se trouve à l'ancien emplacement de l'école communale occupée dès 1600 qui dispensait pendant longtemps les cours séparés pour les enfants des confessions catholique et protestante.
Le bâtiment ne comporte aucune date de construction. Il est composé d'un rez-de-chaussée en dur et d'un étage au colombage parfaitement ordonnancé. Le toit à quatre pans rappelle le style des presbytères de la région ou de certaines maisons de maître. Seul le clocheton traditionnel signale la fonction administrative de l'édifice.

### Personnalités
- Victor Erneste Nessler (1841-1890), compositeur, est né à Baldenheim. En 1968, pour l'honorer, la commune fit sceller une plaque sur sa maison natale.

### Héraldique
| Blason de Baldenheim | Blason  | De gueules au coutre d'argent. |
| Blason de Baldenheim | Détails |                                |